# 新加坡国立大学法学院
新加坡国立大学法学院（英語：National University of Singapore Faculty of Law）是新加坡国立大学的法学院，也是新加坡最古老的法学院。

## 历史
前身是1956年创建的马来亚大学法学院，1959年正式成院，1962年和马来亚大学分开后成为新加坡国立大学的学院之一。

## 画廊

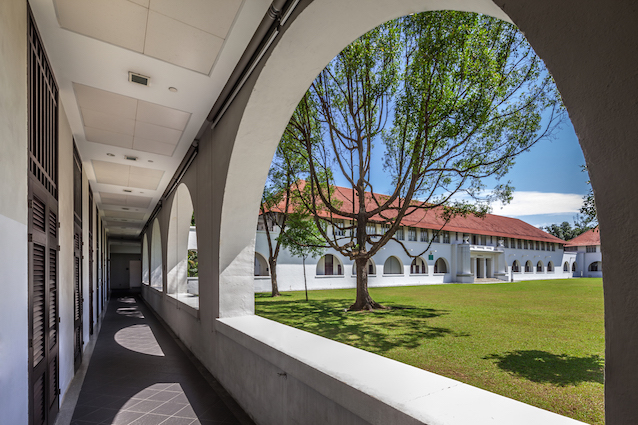
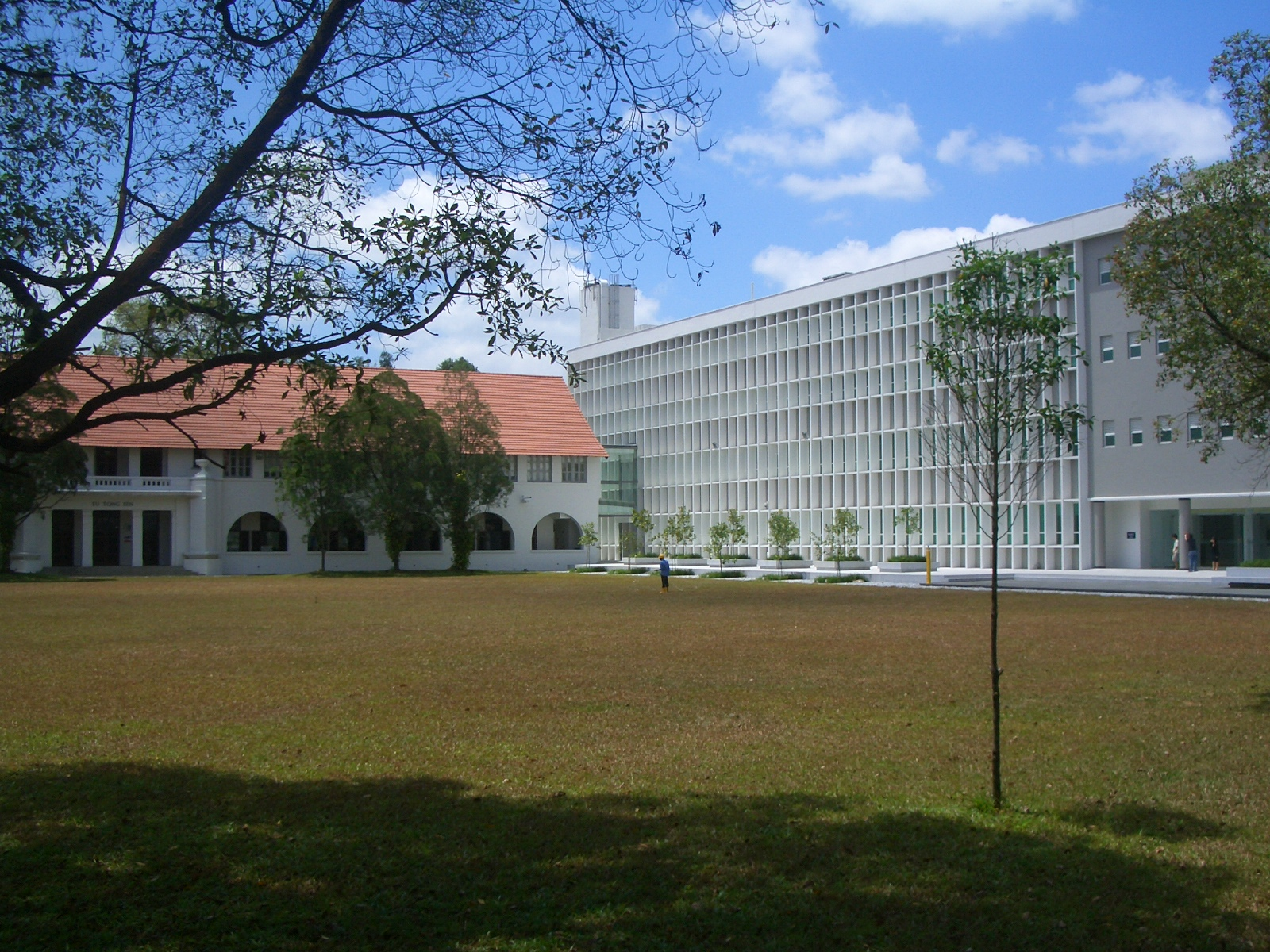
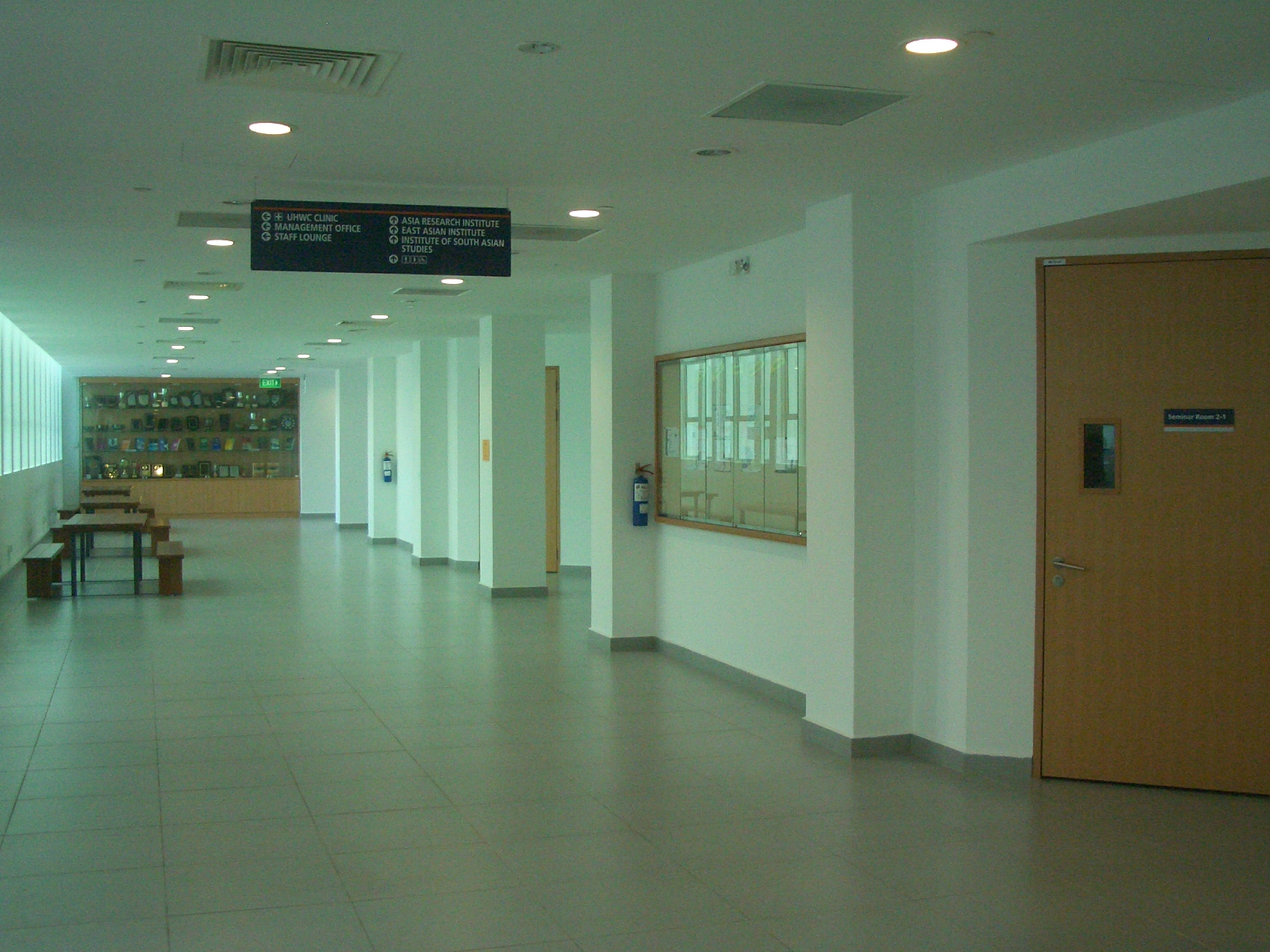